# Orzeł leci do Chin
Orzeł leci do Chin – amerykański dramat z 1936 roku w reżyserii Raya Enrighta.

## Treść
Film opowiada o losach pilota Dave’a Logana.

## Obsada
- Pat O’Brien – Dave Logan
- Beverly Roberts – Jean „Skippy” Logan
- Ross Alexander – Tom Collins
- Humphrey Bogart – Hap Stuart
- Marie Wilson – Sunny Avery
- Joseph Crehan – Jim Horn
- Addison Richards – Mr. B.C. Hill
- Ruth Robinson – matka Brunn
- Henry B. Walthall – ojciec „Dad” Brunn
- Carlyle Moore Jr. – radiooperator
- Lyle Moraine – drugi pilot
- Dennis Moore – mechanik pokładowy
- Wayne Morris – nawigator
- Alexander Cross – Bill Andrews
- William Wright – pilot który nie poleci
- Kenneth Harlan – inspektor handlowy
- Anne Nagel – recepcjonistka Logana
- Marjorie Weaver – sekretarka Logana
- Milburn Stone – radiooperator
- Houseley Stevenson – lekarz (niewymieniony w czołówce)